# Ciao Alberto
Ciao Alberto es un cortometraje estadounidense de animación por ordenador de 2021 dirigido por McKenna Jean Harris, producido por Pixar Animation Studios y distribuido por Walt Disney Studios Motion Pictures. Ambientado tras los acontecimientos de la película de Pixar de 2021, Luca. El corto se estrenó el 12 de noviembre de 2021 en Disney+.

## Argumento
Tras recibir una nueva carta de Luca sobre cómo es la vida en la escuela de Génova, Alberto le responde que se ha convertido en un buen "empleado" de Massimo y que le ha estado ayudando con las entregas de pescado. A pesar de su entusiasmo, Massimo apenas le habla personalmente, salvo para advertirle que no debe estar en su barco de pesca sin su supervisión. Rápidamente se hace evidente que Alberto busca la aprobación de Massimo, pero le preocupa ser "despedido" por algunos de sus errores. Alberto intenta entregar el pescado capturado de forma eficiente, pero sigue arrojándolo a las personas equivocadas. Intenta cocinar el almuerzo para Massimo, pero ensucia toda la cocina. Mientras Massimo trata de conversar con un cliente, Alberto intenta levantar un barril entero de pescado, sólo para ser presionado por el peso. Massimo se apresura a salvarle, pero acaba cayendo al agua con el barril, perdiendo la pesca del día.
Alberto sale a escondidas por la noche para pescar más, pero es seguido por el gato Maquiavelo hasta el barco. Tras asustarse por él, se le cae la linterna y se da cuenta de que ha prendido fuego al barco por accidente. Escapan justo cuando Massimo sale a ver los daños quien no pronuncia ni una palabra. Molesto por su incapacidad para impresionar a Massimo, Alberto recoge sus cosas para marcharse, pero Massimo sale corriendo para detenerlo; admitiendo que fue un error. Mientras Alberto le dice que le deje en paz, le llama accidentalmente "papá", lo que sorprende a ambos. Massimo le revela que una vez hizo enfadar tanto a su padre que atravesó de un puñetazo una pared de ladrillos, pero que se reconciliaron arreglándolo juntos. Al día siguiente, Massimo y Alberto, que ahora se comunican mucho mejor, trabajan en la reparación del barco mientras comparten por fin sus historias.

## Reparto
- Jack Dylan Grazer como Alberto Scorfano, un monstruo marino adolescente.
- Marco Barricelli como Massimo Marcovaldo, un pescador y marino italiano.
- Jacob Tremblay como Luca Paguro, un monstruo marino adolescente que vive actualmente en Génova.

## Producción
El 12 de noviembre de 2021 se estrenó en Disney+ un corto centrado en Alberto, de la película Luca de 2021, titulado Ciao Alberto. Está dirigido por McKenna Jean Harris y producido por Matt DeMartini con Enrico Casarosa, director de Luca, como productor ejecutivo.

## Estreno
Ciao Alberto se estrenó el 12 de noviembre de 2021 como película exclusiva y en su segundo aniversario de Disney+.